# 超難搞先生
《超難搞先生》（英語：A Man Called Otto）是一部2022年美國喜劇劇情片，改編自弗雷德里克·贝克曼的2012年小說《明天别再来敲门》，並翻拍自改編前者的2015年瑞典電影。電影由馬克·福斯特執導，大衛·馬吉編寫劇本，湯姆·漢克、瑪莉安娜·特維諾、瑞秋·凱勒與馬奴·賈西亞-魯爾福主演。劇情講述脾氣暴躁的奧托（Otto）失去妻子後企圖結束性命，但一個年輕的家庭搬到對面後，開展了一段改變他生活的友誼。
《超難搞先生》在美國2022年12月30日有限上映，2023年1月13日正式上映；電影在影評界獲得正面為主的評價，特別是情感基調與湯姆·漢克的演出備受青睞。

## 故事概要
奧托·安德森（Otto Anderson）是居住在美國賓夕法尼亞州匹茲堡郊區的63歲獨居鰥夫，因他作為教師的妻子索妮亞（Sonya）在六個月前撒手人寰。由於待人處事不甚近人和懷抱厭世心態，連週遭鄰居都對奧托避而遠之。隨著奧托在原先任職的鋼鐵公司營銷部被調往其他部門、被削減時薪，並由他訓練的泰瑞取代職位，奧托遂向公司申請退休。因他是高級管理人員，公司仍給他舉辦送別派對，但他表達不滿後便憤然離去。退休後的奧托計劃著自我了斷，在某次試圖上吊尋短的過程中，奧托意外被搬來對面206號住房、前來拜訪他的鄰居一家：身懷六甲的瑪莉莎（Marisol）和她的丈夫湯米（Tommy）、後兩者的女兒艾妮塔（Abby）和露娜（Luna）打亂了計劃，但在翻閱書籍《大師與瑪格莉特》時回想起當年允諾索妮亞幫她建造書架的記憶，瑪莉莎與湯米登門造訪，帶著自製的巧克力醬燉雞給他作為見面禮，湯米還順便向奧托借用螺絲起子，奧托津津有味地品嚐了瑪莉莎的料理，在繼續嘗試上吊的過程中，憶及多年前在車站將一本掉在地面的書撿起交還給當時的索妮亞的往事。最終因為天花板的鐵鉤和繩索無法負荷奧托的重量，導致奧托摔倒在地上，令他的尋短計劃以失敗告終。
奧托帶著兩束鮮花前往索妮亞的墳墓前闡述心聲和生活近況，翌日醒來時，他的思緒再度返回年輕時期：奧托多年前越戰期間原有意從軍，但礙於肥厚型心肌病導致他未能入伍，後來他撿起索妮亞不慎掉落在月台的書籍《大師與瑪格莉特》，在列車上再次遇見她，順勢歸還書籍而邂逅彼此，結果在列車長驗票時發現自己搭錯班車，臨走前獲得索妮亞的允許帶走1964年鑄造的銀幣。奧托登門歸還瑪莉莎的餐盒兼附上感謝字條，從湯米手裡取回螺絲起子，不但順勢救了因為抓傷女鄰居飼養的狗被扔石頭、經常駐留附近的流浪貓，還遇見鄰居安妮塔（Anita）請求協助修繕散熱器，盡管奧托對於安妮塔的丈夫、現今中風仰賴輪椅行動的魯本當年將他逐出社區管委會頗有不滿，仍因為瑪莉莎擔任和事佬而同意幫助安妮塔，請求安妮塔歸還先前借用的管道，同時獲知建商藉著接近魯本與安妮塔的兒子克里斯，以安妮塔無法照顧好魯本為由試圖讓夫妻倆搬出原本居住的房子遷居養老院，有感於社區管委會的衰退，決定阻止建商的計劃。因為先前的尋短計劃被打亂，這使得奧托嘗試待在汽車裡引流廢氣、用一氧化碳中毒的方式了結自己的性命，他還順帶品嚐了瑪莉莎分享給他的特製餅乾，這次他的腦海中閃回過去與索妮亞共進晚餐的情景，當初的奧托向她透露傳授機械與車輛知識的父親在兩個月前過世與母親離家的經歷，坦白自己因心臟病未入伍且沒有工作，聽見此事的索妮亞轉而親吻奧托。與此同時，瑪莉莎反覆敲打車庫的大門，再度中斷了奧托的尋短舉動，原因是湯米借用奧托的梯子期間不慎跌倒摔斷腿被送往醫院，加上瑪莉莎沒有正式的駕照，轉而請求奧托駕車載著她、艾妮塔、露娜前往醫院，奧托雖然對此有些不悅，仍勉強答應幫助母女三人抵達醫院探視湯米，卻被在醫院擔任小丑的志工貝波激怒而向對方動粗，被警衛出面告誡了一番，艾妮塔與露娜甚至為此戲稱他「摔跤手阿公」。
奧托回憶起他後來念大學獲得工程學位的畢業典禮，當時他甚至還在車內向索妮亞求婚。後來奧托在一次嘗試在鐵道自盡未遂的事件中，救了一位暈倒在鐵軌上的長者，施救的過程正好被錄成影片並迅速傳播開來。經過此事，奧托一改先前的態度，收養了經常駐留附近的流浪貓。奧托帶著瑪莉莎去上了駕駛課，他們還去了索妮亞生前最喜歡、也是奧托與索妮亞經常光顧的麵包店。過程中奧托順勢分享了他和昔日老友魯本（Reuben）的一段往事：當初奧托與魯本共同製定規則和秩序，奧托擔任鄰里協會董事會主席。但是當在魯本表明更喜歡福特和豐田而不是奧託的雪佛蘭之後，兩人分道揚鑣以及取代奧托擔任董事長的“政變”。奧托補述道，魯本後續因為中風僅能仰賴輪椅行動，由妻子安妮塔和鄰居吉米協助照顧他的日常生活。
另一方面，當地負責派送報紙與傳單的跨性別青少年馬爾科姆，認出奧托正是索妮亞的丈夫，不但打斷了奧托收到報紙時的不滿，還透露自己曾經是索妮亞教導過的學生，並且對索妮亞願意接納他感念在心。以此事為契機，奧托與馬爾科姆建立了忘年的父子般友誼，他主動協助馬爾科姆修好腳踏車，但是當奧托避開先前曾經採訪他的社群媒體記者Shari Kenzie後，奧托開始對瑪莉莎、房地產經紀人、建商代表83號感到生氣，因為不願接受索妮亞的離世，晚上奧托取出霰彈槍準備射殺自己，結果被馬爾科姆打斷，後者因為被父親逐出家門而登門請求奧托讓他暫住過夜，其後馬爾科姆就在奧托家避難。
魯本的妻子安妮塔被診斷出罹患帕金森氏病後，奧托獲悉建商代表正計劃著強迫魯本進入療養院、將夫妻倆的房子據為己有，決定幫助魯本與安妮塔。瑪莉莎起初拒絕協助奧托，直至奧托分享過去他和索妮亞發生事故的回憶：當年奧托與索妮亞為了慶祝後者首度懷孕，前往尼加拉大瀑布觀光，不料夫妻倆在回程途中，因為乘坐的公共汽車剎車失靈而墜毀，導致索妮亞癱瘓並流產。此事過後，索妮亞因行動不便無法進入該社區，奧托在與建商代表隊無障礙設施發生激烈衝突後，被選下了主席職位。原本奧托想要讓所有的房地產公司倒閉，但為免得被趕出去而索妮亞決定反對，基於照顧索妮亞，他只能忍受現狀。而現在他已經無後顧之憂，在鄰居和 Shari Kenzie 利用網路爆黑效應的幫助下，所幸建商對法律行動也感到顧忌，魯本與安妮塔得以保住他們的家。
沉浸在勝利時奧托忽然倒下，被送進醫院急救，並在住院觀察期間將瑪莉莎列為他的近親，瑪莉莎則在心臟科專家說明奧托的心臟狀況後露出笑容，接著生下一名兒子馬可。奧托將他的舊車送給馬爾科姆闖蕩，並帶著瑪莉莎和她的孩子們開著他的Chevrolet Silverado EV兜風。接下來的幾年間，奧托與瑪莉莎的家庭成員不但成為好友，雙方更互相照應各自的生活，奧托成為了孩子的心中的爺爺。直至某個冬天，湯米發現奧托沒有出來清理自家門前的積雪，湯米與瑪莉莎夫妻倆遂登門查看，卻發現奧托已經因為心臟病發而獨自離世。瑪莉莎拆閱奧托預先留給她的遺筆信，信中交代瑪莉莎代為照顧愛貓的事宜、舉辦簡樸葬禮的遺願、還有他的律師會將他的銀行帳戶、新車和房子交給她，提供足夠的錢照顧瑪莉莎一家直到大學畢業。當鄰居們參與奧托的葬禮後，新聞特地拍攝了一段紀念地方傳奇人物影片，吉米與馬爾科姆決定代替奧托負責維護社區秩序，他們還用索妮亞的名義成立青少年危機基金會。故事的最後，顯示奧托與索妮亞的名字被共同銘刻在墓碑上，墓前還放著瑪莉莎一家紀念他的鮮花與摔跤手人偶。

## 演員
- 湯姆·漢克飾演奧托·安德森（Otto Anderson）：本作主角，喪妻的獨居年長鰥夫。
- 瑪莉安娜·特維諾（英语：Mariana Treviño）飾演瑪莉莎（Marisol）：奧托的鄰居，湯米的妻子，擁有薩爾瓦多與墨西哥血統的友善女子
- 瑞秋·凱勒（英语：Rachel Keller (actress)）飾演索妮亞（Sonya）：奧托的已故妻子。
- 馬奴·賈西亞-魯爾福飾演湯米（Tommy）：奧托的鄰居，瑪莉莎的丈夫，從事IT職務，個性略帶笨拙但心地善良。
- 卡麥隆·布瑞頓（英语：Cameron Britton）飾演吉米（Jimmy）：奧托的鄰居。
- 梅克·拜達（Mack Bayda）飾演馬爾科姆（Malcolm）：索妮亞生前教導過的學生，跨性別少年。
- 尤安妮塔·詹寧斯（英语：Juanita Jennings）飾演艾妮塔（Anita）：奧托的鄰居，魯本的妻子，負責照顧中風癱瘓的丈夫。
- 彼得·勞森·瓊斯（英语：Peter Lawson Jones）飾演魯本（Reuben）：奧托的鄰居，艾妮塔的丈夫，曾經和奧托有過節。
- 麥克·柏比葛利亞飾演房地產中介
- 大衛·馬吉飾演上帝與美國代表83號（Dye & Merika Rep '83）

## 製作
2017年9月，2015年瑞典電影《明天別再來敲門》的英語改編版確認由湯姆·漢克主演，並將與普雷通公司的合作夥伴麗塔·威爾遜和蓋瑞·高茲曼以及SF製片室的弗雷德里克·維科斯特倫·尼卡斯特羅共同擔任監製。馬克·福斯特於2022年1月被公布為導演，大衛·馬吉編寫改編劇本。2022年2月10日，索尼影業在歐洲電影市場上以約6000萬美元的價碼購入發行權。
電影2022年2月在宾夕法尼亚州匹兹堡展開主要拍攝。2022年5月宣告殺青。

## 評價
根据評論匯總网站爛番茄汇总的209篇评论文章，70%%的评论家给予该作正面评价，平均打分为6.1分（满分10分）。该网站总结的评论家共识是“將所有的冷嘲熱諷拒在門外，讓《超難搞先生》用它久經考驗的曲調撥動你的心絃——它可能還唱得出歌來。”在Metacritic上，36位影評人共給予了51分的分數（滿分100分），這部電影獲得了「評價褒貶不一或一般」。

### 票房
截至2023年7月30日，台灣地區累計銷售票數為48,090張，累計銷售金額為新台幣11,304,317元。

## 奬項
| 年份 | 颁奖典礼             | 奖项       | 入圍者             | 结果 |
| ---- | -------------------- | ---------- | ------------------ | ---- |
| 2023 | 第36屆中國電影金雞獎 | 最佳外语片 | 《生無可戀的奧托》 | 提名 |

## 外部連結
- 官方网站
- 互联网电影数据库（IMDb）上《超難搞先生》的资料（英文）
- 官方電影劇本 （页面存档备份，存于）